# Белогрудый американский стриж
Белогрудый американский стриж (лат. Cypseloides lemosi) — вид птиц семейства стрижиных. Стриж среднего размера с длинными и широкими крыльями и глубоким разрезом на хвосте. Оперение черноватое, на груди большое белое пятно. Обитает на юго-западе Колумбии и северо-востоке Эквадора.
Белогрудый американский стриж был описан американским орнитологом-любителем Юджином Айзенманом и колумбийским орнитологом Федерико Карлосом Леманом в 1962 году. Международный союз орнитологов относит его к роду американских стрижей и не выделяет подвидов.

## Описание
Стриж среднего размера массой 29 г (по другим данным — 28,8 г) и телом длиной 14 см. Размеры наиболее близки к коста-риканскому подвиду чёрного американского стрижа (Cypseloides niger costaricensis). Крылья длинные и широкие, на хвосте имеется глубокий разрез. Длина крыла у самцов составляет 156—160 мм, у самок — 155—157 мм, хвоста — 54—62 мм и 47—55 мм, соответственно. Глубина разреза достигает 14 мм у самцов и 4—8 мм у самок.
Оперение сверху сажисто-чёрное, на голове и в верхней части спины заметен зеленоватый блеск, на крыльях и хвосте — голубоватый. Перья на затылке имеют тонкие коричнево-серые кончики, из-за чего верхняя часть головы кажется немного светлее. Оперение снизу более светлое и коричневатое, особенно на подбородке, горле и груди (за пределами белого пятна). Большую часть груди занимает крупное белое пятно. Чёрная уздечка (область между глазом и клювом) продолжается до середины глаза. Клюв и радужка чёрные. Ноги чёрные. Половой диморфизм выражен слабо. У самок белогрудого американского стрижа пятно на груди заметно меньше или полностью отсутствует, в нижней части тела у перьев светлые кончики разной ширины. Разрез на хвосте также заметно меньше, чем у самцов. Молодые птицы похожи на самок, но разрез на хвосте у молодых самцов глубже. Белое пятно на груди представлено лишь несколькими перьями, иногда отсутствует. На других перьях груди, брюха и подхвостья заметны широкие белые кончики, на перьях под крылом эти кончики заметно уже. Молодые птицы особенно похожи на самок чёрного американского стрижа, но не такие коричневые, как они, и с более сильным блеском на спине и голове.
Вокализация белогрудого американского стрижа напоминает звуковые сигналы чёрного американского стрижа (Cypseloides niger). Она включает короткие и повторяющиеся «chip» или «pip», часто они переходят в трещотку, заканчивающуюся отдельными нотами — «pip…pip…pip…pri-ri-ri-rrrrrrrrrr…pip…pip…pip». По другим сведениям, для одиночных птиц характерны равномерные повторяющиеся сигналы «chip, chip, chip», в погоне — более быстрые «chih-chih-chih-chih-chih». Кроме того, возможны быстрые сигналы «pi’pi’pi-pee pee».

### Схожие виды
Разрез на хвосте и белое пятно на груди, заметное также у молодых птиц, позволяют отличить вид от других стрижей Cypseloidinae. Схожий разрез наблюдается только у венесуэльского стрижика (Streptoprocne phelpsi) и чёрного американского стрижа; у обитающего в том же регионе красношейного американского стрижа (Streptoprocne rutila) очень маленький разрез на хвосте. Белогрудый американский стриж очень похож на ошейникового американского стрижа (Streptoprocne zonaris), который, однако, значительно крупнее и обладает полным воротником вокруг шеи. Кроме того, у белогрудого американского стрижа пропорционально более длинные крылья и более глубокий разрез на хвосте. Эти различия тяжело обнаружить у птиц, находящихся высоко в небе. У стрижика Ротшильда (Cypseloides rothschildi) отсутствует разрез на хвосте и белое пятно на груди. Кроме того, оперение спины последнего меньше блестит.
Молодые особи очень похожи на чёрного, белогорлого (Cypseloides cryptus) и пятнистолобого (Cypseloides cherriei) американских стрижей. По сравнению с чёрным американским стрижом у Cypseloides lemosi более тёмная голова, особенно по боковым сторонам. У белогорлого американского стрижа на подбородке и по сторонам подклювья встречаются белые пятна, но у него заметно длиннее предплюсна и короче крылья, хвост квадратный.

## Распространение
Белогрудый американский стриж обитает на юго-западе Колумбии (департаменты Валье-дель-Каука и Каука) и на северо-востоке Эквадора (провинции Напо, Морона-Сантьяго, Манаби). Есть несколько отметок на севере Колумбии, в Перу и на западе Боливии. Ареал очень ограничен, его площадь составляет 21 700 км². Обычно отметки белогрудого американского стрижа относятся к высоте 1050—1300 м над уровнем моря, в 1994 году они были зафиксированы на высоте 1800 м. Предпочитают покрытые травой холмы с редкими кустарниками, только однажды были отмечены над плоской равниной.
Предположительно белогрудый американский стриж ведёт оседлый образ жизни, в местах обитания отметки относятся к февралю, апрелю, маю и октябрю.

### Численность и охранный статус
C 2004 года Международный союз охраны природы относит этих птиц к «видам, вызывающим наименьшие опасения» (LC); до 2000 года вид имел охранный статус «находятся в уязвимом положении» (VU), а до 1988 года белогрудый американский стриж оценивался МСОП как «вид под угрозой вымирания». Пол Чантлер назвал белогрудого американского стрижа одним из самых редких стрижей. Птиц отмечают крайне редко и на компактной территории. Птицы кормились в долинах рек Бланко и Каука. Известно об отметках около вершины Серро-Мунчике (Cerro Munchique) Западной Кордильеры в Колумбии в 1962 году и позднее. Более свежие отметки в других местах, включая 12 птиц у реки Суарес (Rio Suárez) на севере Колумбии в 1989 году, отметки в Эквадоре и Перу, не подтверждены. С 1990 года этого стрижа неоднократно отмечали на восточных склонах Анд в провинции Напо в Эквадоре на высоте 1060 м над уровнем моря, на восточных склонах — в Перу в регионах Амасонас, Сан-Мартин и Куско. Отметки в Перу сопровождаются видео- и фотоматериалом, подтверждающим корректную идентификацию. На западных склонах Анд единственная отметка зафиксирована в провинции Манаби в Эквадоре. Численность вида сложно оценить из-за отсутствия какой-либо информации о размножении птиц.
В Колумбии с 1966 года птиц отмечали только пять раз, в то время как ранее их часто видели в стаях по 20—25 особей. Возможно, падение численности связано с использованием сельскохозяйственной химии в долине реки Каука. Исследователи полагают, что вырубка лесов в регионе может оказать кратковременный положительный эффект на численность белогрудого американского стрижа.

## Питание
Для добычи пропитания белогрудый американский стриж собирается в стаи, которые могут включать других представителей подсемейства — белогорлого, красношейного и ошейникового американских стрижей, а также короткохвостого иглохвоста (Chaetura brachyura). Иногда охотится в одиночку или парами, но обычно встречается в стаях.
Вместе с другими стрижами Cypseloidinae в конце сентября и начале октября на юге Колумбии охотится на роящихся мелких жучков (Cyclocephala, Cycloneda, Macrodactylus семейства пластинчатоусые (Scarabaeidae)).

## Размножение
Информация о размножении белогрудого американского стрижа отсутствует, неизвестно даже в каких регионах вид размножается. Возможно, как и другие американские стрижи (Cypseloides), птицы гнездятся на скалах около воды. Информация о продолжительности жизни также отсутствует.

## Систематика
Белогрудый американский стриж был описан американским орнитологом-любителем Юджином Айзенманом и колумбийским орнитологом Федерико Карлосом Леманом в 1962 году (в некоторых источниках указан 1963 год) на основе экземпляра, полученного в департаменте Сантандер в Колумбии. Вид был описан в долине Каука, где его отмечали на протяжении почти всего года (с февраля по октябрь). Все известные музейные экземпляры были обнаружены в этой долине. Вид назван в честь доктора Антонио Хосе Лемос-Гузмана (Antonio José Lemos-Guzmán), губернатора департамента Каука и ректора университета Кауки, во время работы которого в университете был открыт музей натуральной истории (Museo de Historia Natural).
По мнению учёных, вид тесно связан с чёрным американским стрижом, тёмным американским стрижом (Cypseloides fumigatus) и стрижиком Ротшильда.
Международный союз орнитологов относит его к американским стрижам (Cypseloides) и не выделяет подвидов.